# George Ernest Shelley
El capità George Ernest Shelley (15 de maig de 1840 - 29 de novembre de 1910) va ser un geòleg i ornitòleg anglès. Era nebot del poeta Percy Bysshe Shelley.
Shelley es va educar al Lycée de Versalles i va servir uns quants anys a la Guàrdia de Granaders.
Els seus llibres inclouen A Monograph of the Cinnyridae, o Family of Sun Birds (1878), A Handbook to the Birds of Egypt (1872) i The Birds of Africa (5 volums, 1896–1912) il·lustrat per J. G. Keulemans.